# 樹林後村圳改修碑及水汴頭
24°58′49″N 121°25′33″E / 24.980201°N 121.425742°E
樹林後村圳改修碑及水汴頭，位於新北市樹林區水源街32巷，為（1917年）記載後村圳的沿革，見證後村圳在該區農業發展歷史的重要地位。於2011年（民國100年）2月17日公告為臺北縣縣定古蹟，現為新北市市定古蹟。